# 彼得·奥尼尔
彼得·查尔斯·派尔·奥尼尔 CMG（英語：Peter Charles Paire O'Neill，1965年2月13日—），前任巴布亚新几内亚总理。他是人民全国大会党领袖和亚利布-潘吉亚国会议员。2011年巴新时任总理迈克尔·索马雷在新加坡接受心脏病治疗，一度陷入昏迷。8月，巴新国民议会表决委任奥尼尔为新总理。2012年6月，巴新举行大选，8月组成新一届议会和政府，奥尼尔继续担任总理，至2019年辭職。
奥尼尔的父亲布莱恩·奥尼尔是澳洲出生的地方治安官，有部分爱尔兰血统。母亲雅萬波·亞力来自南高地省。他父亲作为澳洲政府地方官员在1949年移居巴新，在戈罗卡任治安官到1982年去世。
奥尼尔在当地读完中小学后，进入巴布亚新几内亚大学，1986年获巴新大学商业学学士学位。他在参政之前是一名商人。他有两个女儿（蘿莉絲與喬安·歐尼爾）和三个儿子（崔維斯、布萊恩與帕特里克·歐尼爾）。
奥尼尔曾在政府部门、私营企业和金融机构任职。2002年6月当选国会议员，历任劳工与产业关系部长、公共服务部长、财政与国库部长、工程部长等职。2004年成为反对党领袖，2007年进入迈克尔·索马雷政府任国库部长，2011年索马雷总理因病不能行使职务，8月2日议会投票选举他为总理。然而，巴新最高法院在12月宣布恢复索马雷的职务，造成该国出现政治僵局。索马雷的支持者2012年1月策划发动兵变未遂。巴新当局随后表示将重新举行总理选举，并实现政治和解。
2012年6月大选中奥尼尔再次当选议员，奥尼尔的人民全国代表大会党与其他政党组成联合政府，在8月3日组成新一届政府，奥尼尔继续擔任总理。2017年大選該黨議席數目不變，他續任總理。2019年民眾對他的不滿加劇，大學罷課，在面臨不信任動議獲通過的危機下，宣布辭職，並表示希望前總理陳仲民能繼任，然而他並無權利指名下任總理。最終由前黨友詹姆斯·马拉佩拜相。